# Kościół św. Antoniego z Padwy w Świętem
Kościół św. Antoniego z Padwy w Świętem – katolicki kościół filialny zlokalizowany we wsi Święte w gminie wiejskiej Stargard, w powiecie stargardzkim (województwo zachodniopomorskie). Jest filią parafii Najświętszej Maryi Panny Królowej Świata w Stargardzie.

## Historia i architektura
Murowany z kamienia i cegły kościół został wzniesiony w XV wieku. Jest budowlą salową, sytuowaną na planie prostokąta. Od strony wschodniej zamknięty jest płaską ścianą, której szczyt zdobiony jest blendami. W trakcie przebudowy kościoła w XIX wieku obniżono szczyty, przemurowano okna oraz portal w ścianie południowej, nadając mu neogotycki, ostrołukowy kształt. Pod koniec XIX wieku dobudowano także od strony zachodniej ceglaną wieżę na planie czworoboku, pierwotnie zwieńczoną nieistniejącym już dzisiaj hełmem.
Wewnątrz kościoła, w jego zachodniej części, znajduje się empora w kształcie litery L. Zachował się częściowo zdekompletowany tryptyk ołtarzowy z przełomu XV i XVI wieku, w którym znajdują się rzeźby Madonny z Dzieciątkiem, św. Anny i św. Krzysztofa.
Po II wojnie światowej kościół został konsekrowany jako świątynia katolicka w 1945 roku. W latach 1957–1958 miał miejsce remont kościoła.